# 푸른 안개
《푸른 안개》는 2001년 3월 24일부터 2001년 5월 27일까지 방영된 KBS 2TV 주말 드라마이다.

## 기획 의도
가정과 직장에서 안정된 생활을 꾸려가던 중년 남자가 한 여자를 만나 겪게되는 심리적인 갈등을 그린 드라마

## 줄거리
윤성재는 신화그룹 계열사의 사장으로 아름다운 아내와 딸이 있는 남부러울 것 없는 40대이다. 지방에서 올라오던 중 도로에서 히치하이크를 하는 신우를 우연히 차에 태워주면서 두 사람의 인연은 시작된다. 모든 운명적 사랑이 우연의 연속이듯 성재는 아내 경주의 권유로 등록한 스포츠 센터에서 스포츠 댄스 강사인 신우를 다시 만나게 된다.
성재는 발랄하고 싱그러운 신우에게 사춘기 소년 같은 설렘을 느낀다. 유난히 좋아했던 아버지가 암으로 죽자 세상에 혼자 남겨진 듯한 외로움을 느꼈던 신우 또한 따뜻한 성재에게 아버지 같은 느낌을 받는다. 신우에 대한 감정이 사랑임을 확신한 성재는 자신이 이루어 온 모든 걸 포기하고 그녀에게로 향한다.
모든 것을 버리고 사랑을 택한 성재의 끝은 쓸쓸하다. 신우는 성재의 딸 주희를 만나고 바람난 엄마 때문에 상처를 입었던 자신처럼 주희도 똑같이 상처받았다는 것을 깨닫는다. 결국 신우는 함께 떠나기로 한 성재에게 이별을 통보하고 민규와 미국으로 떠난다. 성재는 회사 사장직에서 물러나고 경주와 이혼한다.
5년 후 성재는 자신의 꿈대로 서점을 운영한다. 민규와 아이 엄마가 된 신우를 본 성재가 그들을 외면하는 것으로 드라마는 끝을 맺는다.

## 등장 인물

### 주요 인물
- 이경영 : 윤성재 역

46세. 예기치 않은 사랑에 방황하는 중년 사업가. 아내와의 결혼으로 오너의 조카 사위가 되어 재벌그룹(신화그룹) 계열사 사장 자리까지 올랐다. 신우와 우연히 만나게 되고 신우와의 사랑 때문에 그 동안 쌓아올린 명예와 부, 그리고 안락한 가정이 송두리째 흔들린다. 결국 신우와도 헤어지고 경주에게 사장직을 넘겨주며 가정과 직업 모두 잃게 된다.
- 김미숙 : 노경주 역

42세. 남편의 방황을 지켜보아야 하는 아내. 재벌그룹 오너의 조카로 갤러리를 경영하는 결혼 17년차의 교양과 미모를 겸비한 여성. 처음엔 조용히 남편의 바람을 잠재울 수 있다고 자신했으나, 돌이킬 수 없는 남편의 변심에 배신감을 느끼고 절망한다. 성재를 사랑했으나 성재에 대한 미련을 떨쳐버리고, 사장직에 취임한다.
- 이요원 : 이신우 역

23세. 중년 남자의 마음을 뒤흔드는 젊은 스포츠 댄스 강사. 성재에게서 같은 또래에서 느끼지 못하는 여유와 너그러움을 느끼며, 돌아가신 아버지의 따뜻한 품을 확인한다. 성재와 불같은 사랑을 하며 큰 파장을 일으키지만, 성재의 딸 주희와 대면한 후 성재와의 이별을 결심한다. 민규와 상견례를 마치고 미국으로 떠난다.
- 김태우 : 김민규 역

신우의 남자친구. 신우와 성재의 사이를 알고 한바탕 소란을 피운다. 계속해서 신우를 설득하며 함께 결혼해서 미국으로 유학을 떠나자고 한다. 우여곡절 끝에 신우와 사랑의 결실을 맺는다.

### 그 외 인물
- 정혜선 : 송난숙 역
- 주현 : 조상만 역
- 이보희 : 오영희 역
- 이희도 : 박진수 역
- 임예진 : 최승미 역
- 이주희 : 조인순 역
- 이원희 : 신영훈 역
- 김일우 : 노경호 역
- 이나리 : 윤주희 역
- 김광인
- 강경헌
- 고진명
- 송현정
- 박현
- 이칸희
- 유승봉
- 강신조
- 신용규
- 나순상
- 조은덕
- 이지현
- 박영태
- 오영갑
- 박상규

## 참고 사항
- 2001년 1월 당시 월화드라마 <사랑의 조건>으로 기획되었으나[3], 상대작인 MBC <아줌마>, SBS <루키>와 맞서기 위해 <귀여운 여인>을 편성하면서, <사랑의 조건>은 <태양은 가득히> 후속 주말극으로 바뀌었고 제목도 역시 <푸른 안개>로 변경되었다.[4].
- 이신우 역에 황인영이 거론됐으나[5] 영화 촬영 등의 이유로 고사하면서 캐스팅에 난항을 겪자, <태양은 가득히>의 종영을 2주 늦췄으며 우여곡절 끝에 이요원, 김태우가 각각 이신우와 김민규 역으로 각각 낙점됐다.
- 이요원을 좋은 연기를 하기 위해 학교마저 휴학했다.[6]
- 저조한 시청률을 기록하며 흥행에 실패하였다.[7]
- 담당 PD 표민수는 "불륜이 아니라 '사랑'이라는 인간의 근원적 욕구를 표현하고 싶다"고 말했지만[8] 딸과 같은 여자와 사랑을 한다는 내용이 자칫 불륜을 정당화하며 조장[9]하고, '원조 교제'를 미화[10]할 수 도 있다는 우려를 받았다.
- 12회 마지막 장면에서 김미숙(노경주 역)이 토해낸 독기 어린 대사 "내 옆에서 한 발자욱도 못 가. 내 옆에서 늙어 죽어!"가 화제가 되었다.[11]
- 2001년 12월 열린 제14회 한국방송작가상 드라마 부문 수상 후보에 올랐으나, "한 번 작가상을 받은 사람은 다시 받을 수 없다"는 규정 때문에[12] 탈락했다.